# Aperitiu (fàrmac)
Aperitiu és aquell medicament o substància que estimula les secrecions gàstriques i afavoreix la digestió dels aliments. Els brous, per exemple, extrets de carn i llevats, hidrolitzats de proteïnes, etc., promouen la secreció intestinal a causa de llur contingut en aminoàcids i peptones.

## Plantes amb efecte aperitiu
Tenen propietats aperitives la menta pebrera i el donzell.